# 与那霸润
与那霸润（日语：／ Yonawa Jun ，1979年 - ），是日本的歷史学家，琉球族，愛知县立大学日本文化学部准教授。研究领域为日本近代史、日本現代史、東亚地域。学位为東京大学博士（2007年）。

## 理論
与那霸润用一種較獨特的觀點反對所謂歷史的終結，認為是有歷史的終結，但不是西方那種版本、而是中國版本，且中國早在一千年前就做到。《中國化的日本：日中「文明衝突」千年史》(2011)書中評論，法蘭西斯·福山對歷史終結論的反省及其對「歷史的終結」的認識都太晚了，「歷史（人類的進步）早在過去就已終結了……早在一千年前的中國就已經出現了」：宋朝開始確立的社會體制，「不論在中國、還是在（日本以外的）世界，一直持續到今天」；在這種社會體制中，中央集權、經濟放任、科舉取士、身分自由……，是一種「可持續的集權體制」。

同時書中提出，中華文明與日本文明的不同只在五方面的些許對立。在中華文明：
- 權威與權力一致（皇帝是名義上的權威，也掌握實權）
- 政治與道德一體化（在儒家思想下，政治的正確性與道德的正確性一致）
- 人民地位一貫上升（科舉取士使平民百姓可以向社會上層流動）
- 由市場形成流動性（自給自足的農村社會解體，出現自由的工商業者）
- 人際關係網絡化（有利訊息流通）

在日本文明：
- 權威與權力分離（在古代，權威者如天皇，權力者如幕府將軍，各有其人；至今在政治、經濟領域，露面者不掌權，掌實權者居幕後）
- 政治與道德分離（協調利益是政治人物的主要任務，毋須向局外人講道德理念）
- 人民地位一貫低下（從古至今，有能者未必有權力地位；除了與那霸潤以外，日本誰也不覺得「知識分子地位低下」這事有問題）
- 農村模式靜止不變（區域社會牢不可破，抗拒自由競爭帶來的社會流動性）
- 人際關係共同體化（某個時點歸屬於某一個「集體」〔如企業〕的意識，優先於歸屬於家庭或宗族）

與那霸潤在書中認為，現代日本的原型在相當程度上從日本戰國時代就形成了，江戶時代是把那些特徵全部繼承、深化、定型的時代，明治維新沒有改變這些特徵，自由民主黨與民主黨「都是戰國大名的後裔」。戰國大名的使命不是統一天下，而是保衛領地、保護把自身安危「委託給上面」的民眾：戰國大名的城堡是「公共建築」，一旦大名之間發生戰爭，城堡是大名子民的避難所。至今，日本政治人物為自己的選區建設公共設施是理所當然的事，屬於社會共識。福島核災後，災民乖乖到「現代城堡」（小學、體育館之類）等待救援，井然有序，這其實是大名傳統的遺傳。

## 著作
- 《翻訳の政治学 近代東アジア世界の形成と日琉関係の変容》岩波書店、2009年
- 《帝国の残影 兵士・小津安二郎の昭和史》NTT出版、2011年
- 《中国化する日本 日中「文明の衝突」一千年史》文藝春秋、2011年
  - 《中国化的日本：日中“文明冲突”千年史》廣西師範大學出版社、2013年
- 《日本人はなぜ存在するか》集英社國際、2013年
- 《史論の復権》新潮社、2013年

### 合著
- 《「日本史」の終わり 変わる世界、変われない日本人》（与池田信夫合著）、PHP研究所、2012年